# Marius Popp
Marius Popp (n. 21 septembrie 1935, Sibiu – d. 8 noiembrie 2016, București) a fost un compozitor instrumentist și șef de formație din România.

## Studii
A absolvit Institutul de Arhitectură „Ion Mincu” din București (1953 – 1959) și, în paralel, studii muzicale cu Elena Ciobanu (la pian) și Alexandru Pașcanu (teorie și armonie).

## Activitate
A început să studieze pianul încă de la vârsta de 8 ani.
A debutat pe scenă în 1964, la Clubul de jazz al casei de cultură a studenților „G. Preoteasa“.
A făcut parte din colectivul Școlii Populare de Artă din București (1969 – 1970), din Sextetul de Jazz „București“ și Cvintetul de jazz „București“ (alături de Dan Mândrilă, Johnny Răducanu și E. Gondi).
Din 1974 cântă în grupuri instrumentale de diferite formate 
A participat la multe festivaluri de jazz: Ploiești, Sibiu, San Sebastian, Ljubliana, Praga, Varșovia etc. Cânta cu Lionel Hampton când acesta din urmă a avut un concert în București (1971). 
Colaborator cu Aura Urziceanu, Pedro Negrescu, Eugen Gondi, Johnny Răducanu etc. A efectuat multe înregistrări la Radio și Televiziune, la Electrecord (Seria Jazz).
Mai recent (2007–2008), a colaborat cu saxofonistul austriac Harry Sokal.

## Afilieri
- Membru al Uniunii Compozitorilor și Muzicologilor (din 1979).

## Discografie

### Discuri de vinil LP
- Panoramic jazz rock – Seria Jazz nr. 13 (1977, Electrecord, STM-EDE 01266) (reeditat pe CD în 2013)
- Nodul gordian – Seria Jazz nr. 20 (1983, Electrecord, ST-EDE 02377) (reeditat pe CD în 2014)
- Acordul fin / Fine Tuning – Seria Jazz nr. 24 (1989, Electrecord, ST-EDE 03503)
- Jazz Restitutio 3 (1993, Electrecord, ST-EDE 04217)
- Flașnetarium (1995, Electrecord, EDE 04401, cu Peter Wertheimer)

### Compact discuri
- Essential (2006, Electrecord, EDC 671, cu invitații: Peter Wertheimer, Eugen Gondi, Dan Andrei Aldea, Decebal Bădilă, Alin Constanțiu ș.a.)
- Semințe prăjite / Roasted Seeds (2008, Electrecord, EDC 889)
- Live (2012, Soft Records, SFTA-036-2)
- Margine de lume (2013, Soft Records, SFTA-039-2)

## Muzică de film
- Rețeaua S (1980)
- La capătul liniei (1983)

## Premii și distincții
- Premiul Uniunii Compozitorilor
- Premiul UNITER
- Premiul Uniunii Criticilor Muzicali
- Premiul revistei Actualitatea muzicală[5]